# Arley, Alabama
Arley är en ort i Winston County, Alabama, USA.